# Silas Atopare
Sir Silas Atopare (né en 1951 et mort le 21 septembre 2021) est un homme politique papou-néo-guinéen, gouverneur général de la Papouasie-Nouvelle-Guinée du 20 novembre 1997 au 20 novembre 2003.
Atopare est membre de l' Église adventiste du septième jour. En 1998, il est nommé chevalier de l'ordre de St Michael et St George. Il doit rétablir l'ordre lorsque la violence et la controverse entachent le processus électoral dans la province des Hautes Terres du Sud, riche en pétrole et en gaz. En 2008, il est nommé grand chef de l'ordre de Logohu .